# Kalinówek (Pęciszewo)
Kalinówek – nieoficjalny przysiółek wsi Pęciszewo w Polsce, położona w województwie warmińsko-mazurskim, w powiecie braniewskim, w gminie Braniewo.
W latach 1975–1998 miejscowość administracyjnie należała do województwa elbląskiego.